# Biermannsturm

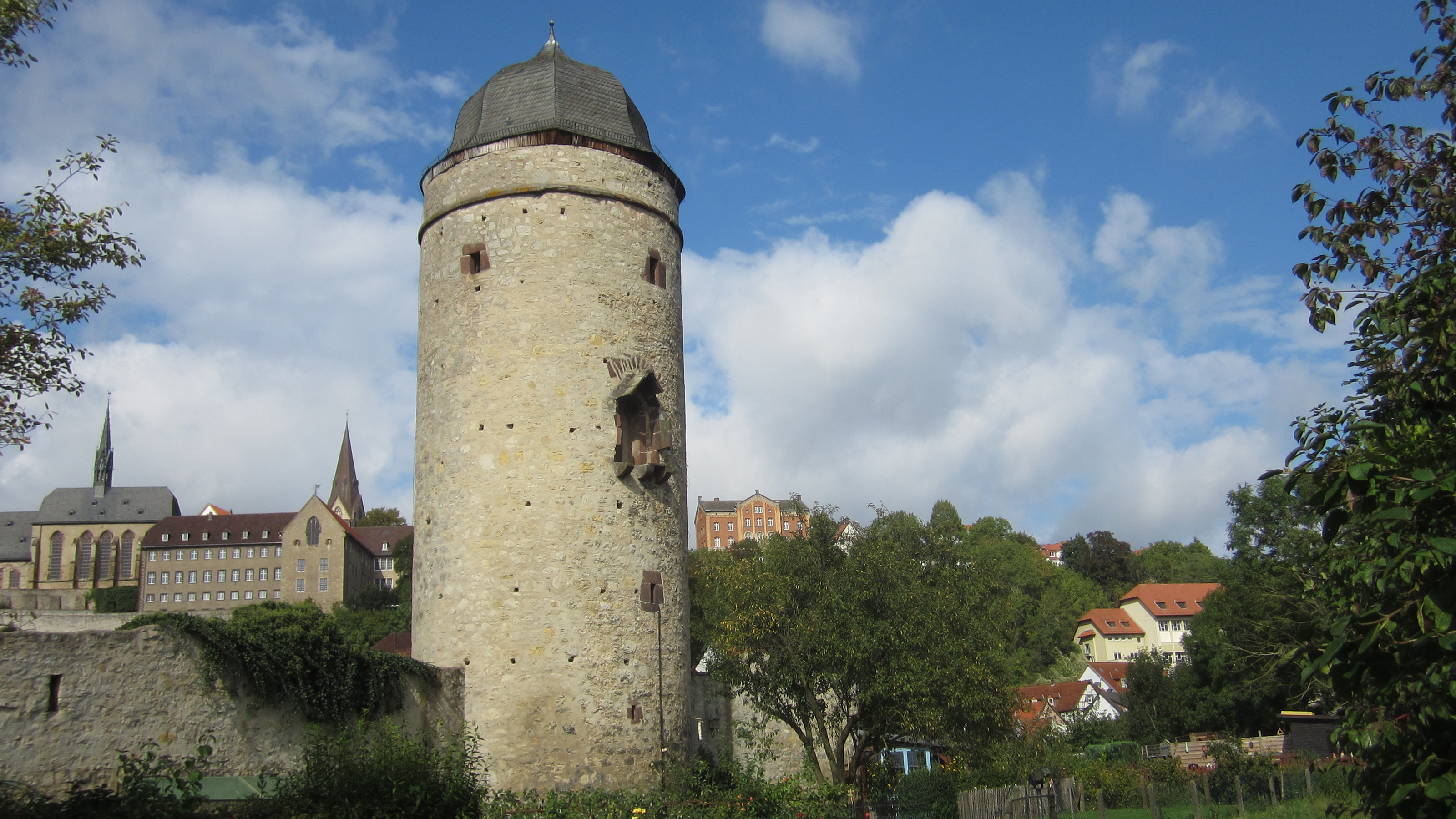
Der Biermannsturm in der Warburger Altstadt

Der Biermannsturm ist ein vollständig erhaltener, restaurierter Wehrturm aus dem 14. Jahrhundert in der ostwestfälischen Hansestadt Warburg. Der Turm besteht aus Bruchstein und verfügt über eine sechseckige barocke Haube aus Schiefer. Der Turm ist Teil der ehemaligen Stadtbefestigung der Altstadt, die entlang der Straße An der Mauer teilweise erhalten ist.

## Geschichte
Der Biermannsturm wurde im 14. Jahrhundert erbaut. Er diente später als Gefängnis. Seinen Namen soll er von einem hier Inhaftierten erhalten haben.

## Lage
Der Biermannsturm liegt an der Straße An der Mauer zwischen Eisenhoitgasse und Büssengasse in der Warburger Altstadt, direkt an der Diemelaue.